# Pierre Cardo
Pour les articles homonymes, voir Cardo.
Pierre Cardo, né le 28 août 1949 à Toulon (Var), est un homme politique français.

## Biographie
Pierre Cardo devient maire de Chanteloup-les-Vignes lors des élections municipales de 1983, en l'emportant sur la liste du maire sortant socialiste. Il est constamment réélu jusqu'à sa démission, le 8 février 2009, date à partir de laquelle il se consacre à son mandat de président de la communauté d'agglomération des Deux Rives de Seine.
Lors des élections législatives de 1993, membre du Parti républicain, il est le candidat unique de l'opposition UDF - RPR dans la 7e circonscription des Yvelines. Affrontant l'ancien Premier ministre Michel Rocard, il est élu député avec 52,85 % des voix au second tour. Réélu sans interruption jusqu'en juin 2007, Pierre Cardo fait successivement partie des groupes UDFC, DL et UMP. Impliqué dans les questions d'exclusion, d'insertion, de politique de la ville et de sécurité, il abandonne son mandat parlementaire le 5 juin 2010, à la suite de la prolongation de sa mission sur le démantèlement des navires en fin de vie. Son suppléant, Arnaud Richard, lui succède à l'Assemblée nationale. 
Brièvement administrateur de la société Eurotunnel, il démissionne en novembre 2004, estimant ne plus être entendu sur le volet financier.
Il est désigné en 2010 à la tête de l'Autorité de régulation des activités ferroviaires (Araf).
En décembre 2012, il démissionne de la communauté d'agglomération des Deux Rives de Seine pour se consacrer à sa fonction de président de l'Autorité de régulation des activités ferroviaires.         
Le 19 juillet 2016, il prend sa retraite et quitte la présidence de l'Autorité de régulation des activités ferroviaires.
En août 2020, il est nommé « conseiller spécial » par le maire de Verneuil-sur-Seine.

## Synthèse des mandats
- 6 mars 1983 - 8 février 2009 : maire de Chanteloup-les-Vignes (Yvelines)
- 10 mars 1985 - 28 août 2001 : conseiller général des Yvelines du canton d'Andrésy
- 29 mars 1992 - 1er avril 1994 : vice-président du conseil général des Yvelines
- 2 avril 1993 - 5 juin 2010 : député de la 7e circonscription des Yvelines
- 23 mars 1998 -
- 20 mars 1977- 10 décembre 2012 : conseiller municipal de Chanteloup-les-Vignes
- 2006 - 2009 : vice-président de la communauté de communes des Deux Rives de Seine
- 26 janvier 2009 - 11 décembre 2012 : président de la communauté d'agglomération des Deux Rives de Seine